# آتسوشی کیسایچی
آتسوشی کیسایچی (انگلیسی: Atsushi Kisaichi؛ زادهٔ ۲۳ فوریهٔ ۱۹۷۲) صداپیشه، و بازیگر اهل ژاپن است. وی از سال ۱۹۹۲ میلادی تاکنون مشغول فعالیت بوده‌است.